# Lambert-Reihe
In der Mathematik ist eine Lambert-Reihe eine spezielle Reihe. Benannt ist sie nach Johann Heinrich Lambert.

## Definition
Die Lambert-Reihe ist eine Reihe mit dieser Form:
{\displaystyle S(q)=\sum _{n=1}^{\infty }a_{n}{\frac {q^{n}}{1-q^{n}}}}
Die Lambertsche L-Funktion bilden den Spezialfall dieser Reihe mit {\displaystyle a_{n}=1} für alle Werte n:
{\displaystyle L(q)=\sum _{n=1}^{\infty }{\frac {q^{n}}{1-q^{n}}}}

## Eigenschaften

### Konvergenz
Für {\displaystyle |q|=1} konvergiert die Lambert-Reihe nicht. Für {\displaystyle |q|\neq 1} konvergiert sie stets dann, wenn die Reihe {\displaystyle \textstyle \sum _{n=1}^{\infty }a_{n}} konvergiert. Konvergiert {\displaystyle \textstyle \sum _{n=1}^{\infty }a_{n}} nicht, dann konvergiert die Lambert-Reihe für alle {\displaystyle q}, für die die Potenzreihe {\displaystyle \textstyle \sum _{n=1}^{\infty }a_{n}q^{n}} konvergiert (Satz von Konrad Knopp).

### Lambert-Reihe als Potenzreihe
Die Lambert-Reihe kann für {\displaystyle |q|<1} in eine geometrische Reihe
{\displaystyle S(q)=\sum _{n=1}^{\infty }a_{n}\sum _{k=1}^{\infty }q^{nk}=\sum _{m=1}^{\infty }b_{m}q^{m}}
entwickelt werden, wobei sich die Koeffizienten {\displaystyle b_{m}} der neuen Reihe durch Dirichlet-Faltung von {\displaystyle a_{n}} mit der konstanten Folge {\displaystyle 1_{(n)}=1} ergeben:
{\displaystyle b_{m}=(a*1)(m)=\sum _{n\mid m}a_{n}}

## Alternative Form
Setzt man {\displaystyle q=e^{-z}}, so erhält man eine andere übliche Form der Reihe
{\displaystyle \sum _{n=1}^{\infty }{\frac {a_{n}}{e^{zn}-1}}=\sum _{m=1}^{\infty }b_{m}e^{-mz},}
wieder mit
{\displaystyle b_{m}=(a*1)(m)=\sum _{n\mid m}a_{n}.}
Beispiele der Lambert-Reihe in dieser Form, mit {\displaystyle z=2\pi }, treten in Ausdrücken der Riemannschen Zeta-Funktion für ungerade natürliche Zahlen auf.

## Anwendung
Einige unendliche Summen können durch die Lambertsche L-Funktion dargestellt werden.
Unendliche Summe geradstelliger Fibonacci-Zahlen (mit dem griechischen Buchstaben Phi wird die Goldene Zahl dargestellt):
{\displaystyle \sum _{n=1}^{\infty }{\frac {1}{F_{2n}}}=\sum _{n=1}^{\infty }{\frac {{\sqrt {5}}\ \Phi ^{2n}}{\Phi ^{4n}-1}}={\sqrt {5}}\left(L\left(\Phi ^{-2}\right)-L\left(\Phi ^{-4}\right)\right)}
Unendliche Summe der Kehrwerte geradstelliger Pell-Zahlen:
{\displaystyle \sum _{n=1}^{\infty }{\frac {1}{P_{2n}}}=\sum _{n=1}^{\infty }{\frac {2{\sqrt {2}}\left({\sqrt {2}}+1\right)^{2n}}{\left({\sqrt {2}}+1\right)^{4n}-1}}=2{\sqrt {2}}\left(L\left(\left({\sqrt {2}}-1\right)^{2}\right)-L\left(\left({\sqrt {2}}-1\right)^{4}\right)\right)}
Darstellung der Erdős-Borwein-Konstante mit der Lambertschen L-Funktion:
{\displaystyle E=\sum _{n=1}^{\infty }{\frac {1}{2^{n}-1}}=\sum _{n=1}^{\infty }{\frac {2^{n}+1}{2^{n^{2}}\left(2^{n}-1\right)}}=L\left({\frac {1}{2}}\right)}
Unendliche Summe der Kehrwerte der Nachfolger der Zweierpotenzen:
{\displaystyle \sum _{n=1}^{\infty }{\frac {1}{2^{n}+1}}=\sum _{n=1}^{\infty }\left({\frac {1}{2^{n}-1}}-{\frac {2}{4^{n}-1}}\right)=L\left({\frac {1}{2}}\right)-2L\left({\frac {1}{4}}\right)}